# Matheus de Sancto Johanne
Matheus de Sancto Johanne (mort après le 10 juin 1391), également connu sous le nom de Mayshuet, est un compositeur français de la fin du Moyen Âge.

## Biographie
Actif en France et en Angleterre, Matheus de Sancto Johanne — également connu sous les noms de Mayshuet, Mayhuet de Joan et Matheu Seintjon, — est l'un des représentants du style musical complexe et maniériste connu sous le nom d'ars subtilior qui s'épanouit autour de la cour de la papauté d'Avignon pendant le Grand Schisme d'Occident.
Il est probablement né dans le diocèse de Noyon, au nord-est de Paris. On ne sait rien de son enfance, ni de son âge lorsqu'il commence à apparaître dans les archives historiques. Il travaille en Angleterre à partir d'environ 1366 comme commis pour le gendre d'Édouard III, et plus tard pour Philippa de Hainaut, reine consort d'Édouard. En 1368, il revient en France. Les dix années suivantes sont vagues, mais à un moment donné au cours de cette période, il commence à travailler pour Robert de Genève, qui devint plus tard l'antipape Clément VII. En novembre 1378 — la même année, Clément devient pape — il est enregistré comme greffier du duc d'Anjou Louis Ier et entre 1382 et 1387, il est aumônier à la cour papale d'Avignon.
Six de ses compositions ont survécu grâce à une attribution fiable. Il s'agit d'un motet inhabituel à cinq voix, Ave post libamina/Nunc surgunt (très peu de motets de l'époque ont plus de quatre voix), et cinq œuvres profanes : trois ballades et deux rondeaux. Deux des ballades, et un des rondeaux, sont à trois voix, et ce sont des compositions ultérieures davantage associées au style de l’ars subtilior ; les autres sont à quatre voix, et ont peut-être été écrites plus tôt. On peut voir qu'il était très apprécié en Angleterre dans les copies tardives de son motet faites là-bas vers 1430, par exemple dans le manuscrit Old Hall.

## Œuvres

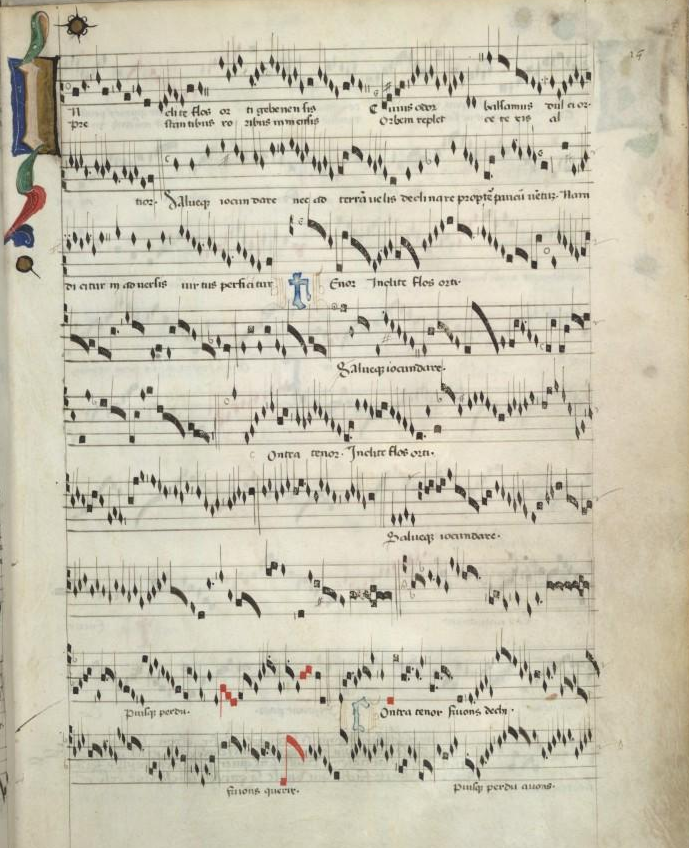
La ballade à 3 voix, Inclite flos orti Gebennensis prestantibus roribus immensis / Papa Clemente, extraite du Codex Modena (15).

Trois ballades, deux rondeaux et un motet de Matheus ont survécu. Deux de ses œuvres se trouvent dans le Codex Modena (Bibliothèque Estense, α.M.5.24), mais sans attribution. Le motet Ave post libamina est inclus dans le Corpus mensurabilis musicae, vol. 46 (1969).
- Inclite flos orti Gebennensis prestantibus roribus immensis / Papa Clemente, ballade à 3 voix (Codex Modena fo  15 / Codex Chantilly) — L'incipit du texte renvoie probablement aux origines genevoises de Clément, dont Matheus a été l'un des chapelains privés dans les années 1380.
- Sans vous ne puis, ballade à 3 voix[4]
- Science n'a nul annemi / envieuz sont, je le vous di, ballade à 4 voix (Codex Chantilly)
- Fortune, faulce, perverse, veré m'a, rondeau à 4 voix (Codex Chantilly / Codex Ivrea)
- Je chante un chant en merencoliant, rondeau isorhythmique à 3 voix (Codex Chantilly)
- Peccantem me quotidie, motet à 3 voix (Codex Modena fo  15v)
- Ave post libamina odas atque carmina / Nunc surgunt in populo viri mercatores, motet isorhythmique à 5 voix (manuscrit Old Hall, fos 111v–112)

Œuvre douteuse : 
- Los prijs honeur, ballade à 3 voix dédiée à Louis Ier